# Église Saint-Paul de Cologny
L'église Saint-Paul est une église en périphérie de Genève dans la commune de Cologny.

## Historique

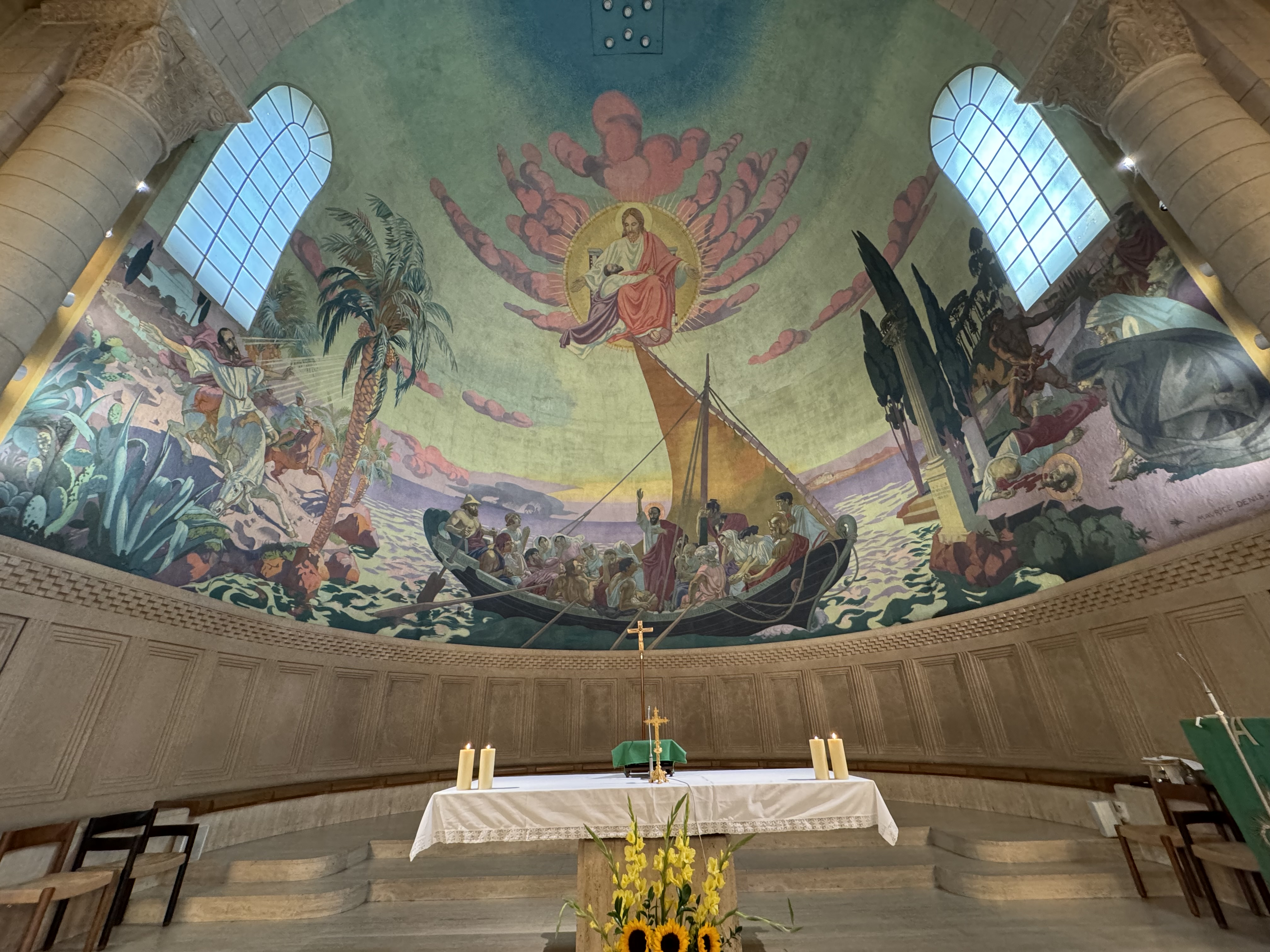
Abside de l'église

Face à l'augmentation de la population, l'abbé Francis Jacquet est mandaté en 1911 pour créer une paroisse dans le quartier de Grange-Canal. Pour cela, il s'adjoint de l'architecte Adolphe Guyonnet, et fait construire l'église entre 1913 et 1915. Elle est inaugurée le 28 novembre 1915. Dès le départ, le choix est fait d'intégrer des artistes locaux pour décorer l'église, notamment avec des peintures des bas-côtés.
L'abside, illustrant la conversion de saint Paul, est peinte par Maurice Denis, qui réalisera également la mosaïque du baptistère. Les vitraux sont réalisés par Marcel Poncet, Alexandre Cingria, Charles Brunner, et Casimir Reymond et François Bocquet sculpteront des éléments de l'église. Cette collaboration met en place les prémisses du groupe de Saint-Luc,
Les cloches sont réalisées par la fonderie Paccard en 1952.
Deux orgues complètent cette église : l'orgue principal, réalisé en 1996, ainsi qu'un orgue de chœur datant de 1997.
L'église est classée monument historique par le Conseil d'État le 22 décembre 1986, et est considéré comme un bien culturel d'importance régionale.
La paroisse est confiée à partir des années 1950 jusqu'en 2005, puis à nouveau depuis 2019, au couvent de dominicains voisin.